# U.S. Highway 280
Der U.S. Highway 280 (kurz US 280) ist ein United States Highway in den Vereinigten Staaten. Der Highway beginnt an der Interstates 20 und 59 in Birmingham und endet am U.S. Highway 80 im Bryan County. Über lange Strecken verläuft die Straße durch dünnbesiedelte Gebiete und kleine Städte im Süden Georgias und Osten Alabamas. Im Talladega County ist der US 280 als Jim Nabors Highway bekannt.
Zwischen Columbus und dem Bryan County dient der U.S. Highway als Umgehungsstraße des U.S. Highways 80. Dies wird auch von der Nummer 280 symbolisiert.